# Lepadella rhomboidula
Lepadella rhomboidula är en hjuldjursart som först beskrevs av David Bryce 1890.  Lepadella rhomboidula ingår i släktet Lepadella och familjen Lepadellidae. Inga underarter finns listade i Catalogue of Life.